# Риго-Шавельская операция

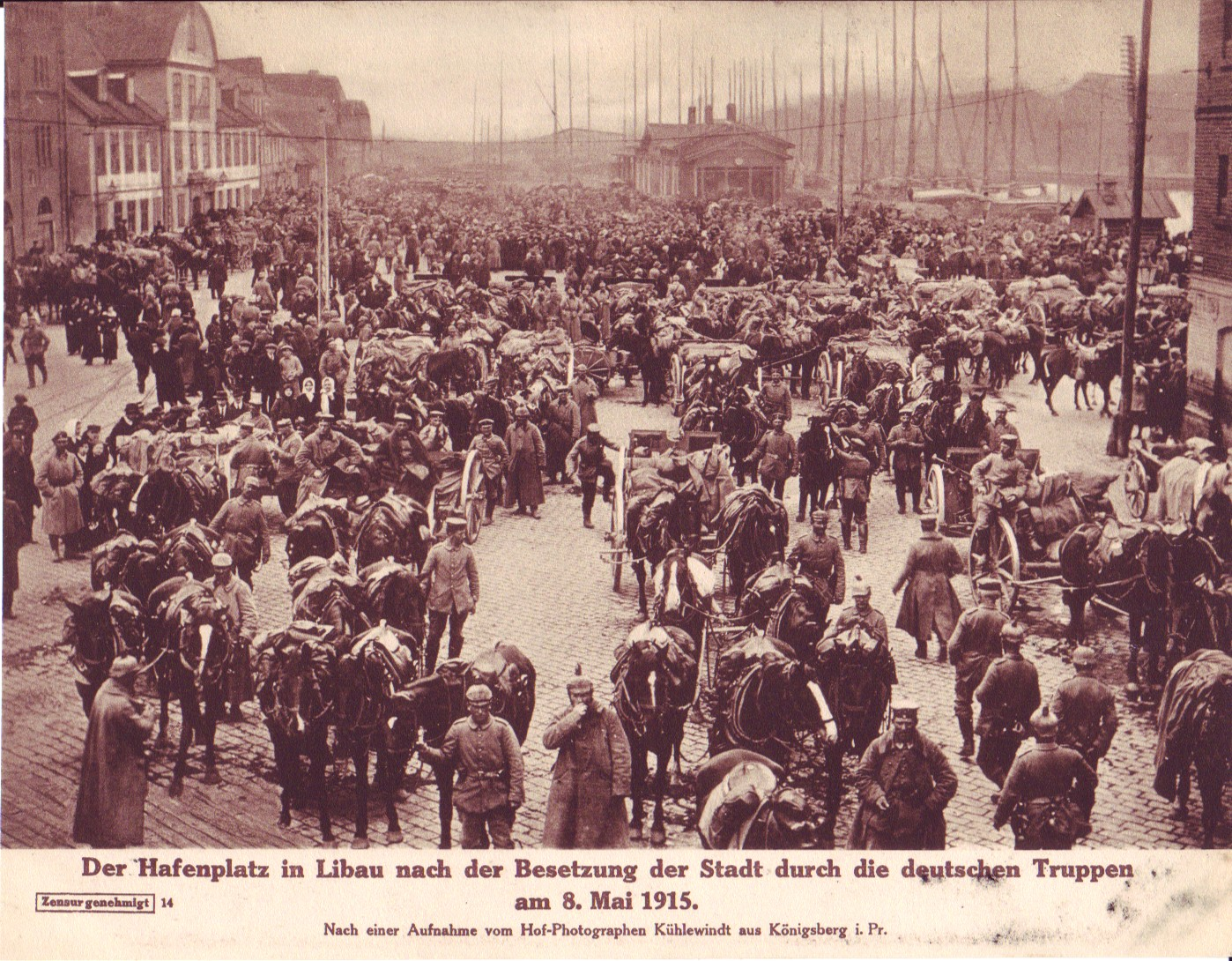
Германские войска в оккупированной Либаве. 8 мая 1915 г.

Ри́го—Ша́вельская опера́ция (нем. Offensive in Kurland, латыш. Kurzemes ofensīva) — наступательная операция германских войск, проводившаяся с 26 апреля по 26 сентября 1915 года. В результате наступления немецкая армия заняла Ковенскую губернию и почти всю Курляндскую и Виленскую губернии. В рамках наступления прошла оборонительная операция русских войск в Рижском заливе.

## Перед наступлением
В середине апреля 1915 года начальник генерального штаба германской армии генерал от инфантерии Эрих фон Фалькенхайн приказал командующему Восточным фронтом фельдмаршалу Паулю фон Гинденбургу подготовить операцию с ограниченной демонстративной целью на Шавельском направлении для отвлечения внимания русского командования от готовившегося удара в Галиции.
Гинденбург и его начальник штаба генерал-лейтенант Эрих Людендорф выделили для наступления 12 дивизий, 7 из которых были кавалерийскими, что обеспечивало возможность быстрого продвижения. Первоначально ударная группа называлась армейской группой "Лауэнштайн", по имени её командующего генерал-лейтенанта Отто фон Лауэнштейн, позже была переименована в Неманскую армию (Niemenarmee). Первоначальная задача у группы Лауенштайна также была крайне ограниченной. Его конница должна была совершить рейды на Ковно, Шавли и Либаву, а пехота должна была продвинуться примерно на 30 – 40 км вперед до линии Кельмы – Телше (Тельшяй). Первоначальные успехи вскоре превратили эту небольшую фланговую операцию в серьёзное наступление.

## Первое германское наступление
Немцы перешли в наступление 27 апреля 1915 года. Германская кавалерия в центре и на южном фланге продвигалась почти безостановочно и за день сделала от 30 до 50 км. 28 апреля произошел крупный бой у Кельм. Две германские кавдивизии (3-я и Баварская) пытались взять городок атаками с юга, с запада и с востока. Но Отряд Апухтина отступил лишь с появлением германской пехоты с юго-запада. Отряд Потапова в этот же день оставил Телше и двигался в сторону Митавы через Попеляны. Германская 6-я кавдивизия шла за ним по пятам. Южнее германцы без боя прошли почти 50 км, без сопротивления перевели две кавдивизии через Неман, заняли Россиены (Расейняй) и создали плацдарм на восточном берегу Дубиссы.
29 апреля германцы начали наступление на Шавли на широком фронте от Радзивилишки (Радвилишкис) до Попеляны (Папиле) силами трех кавалерийских дивизий и одной пехотной и ночь на 30 апреля захватила город после незначительного сопротивления противника. К 2 мая отряды Апухтина и Потапова отошли к Бауску и Митаве, но германцы не стали входить в Митаву, лишь разрушили железую дорогу и ушли на юг. 
Командующему Северо-Западным фронтом генералу М. В. Алексееву пришлось вскоре учесть развитие германского нажима в Риго-Шавельском районе и перебросить в этот район до 7 пехотных дивизий, чтобы прикрыть пути на правом берегу р. Неман к Вильне, Двинску и Риге, растягивая их расположение до Балтийского побережья и включив весь новый фронт в состав 10-й армии генерала Радкевича, штаб которой находился в Гродно. Эта удаленность не способствовала планомерным действиям русских войск в указанном районе, и германцы стали продвигаться к Митаве и Вильне.
7 мая немцы смогли сломить сопротивление русской кавалерии восточнее Кейдан и попытались продвинуться до Вилии, чтобы нарушить железнодорожное сообщение с Ковенской крепостью. Но так как районе Поневежа (Паневежис) был выгружен 19-й русский корпус, части которого стали угрожать Шавлям и тылам германской кавалерии, рейд конницы был остановлен, и она стала отступать на Кельмы. Вслед за конницей отошла на рубеж Дубиссы и пехота.
8 мая германская 6-я кавдивизия и 3-я кавбригада 4-й кавдивизии без сопротивления заняли Либаву и порт Александра III, который Балтфлот к тому времени эвакуировал.
В последующие дни русские стали наступать на Шавли, охватывая обороняющихся германцев с флангов, поэтому последние 10 мая оставили город, но заняли выгодные позиции южнее и западнее него. Чтобы остановить продвижение русского корпуса, 6-я резервная дивизия нанесла 11 мая контрудар севернее города. Он оказался успешен и позволил германцам сильно потрепать одну бригаду из 19-го корпуса и взять около 2000 пленных, что привело к перегруппировке войск противника и остановке наступления.
Обе стороны продолжали усиливать участок стратегического фронта севернее нижнего Немана, но завладеть инициативой ни тем, ни другим не удалось. Русские пытались несколько раз перейти Дубиссу, но понесли большие потери. В частности, в боях 22 – 24 мая севернее и южнее Россиен русские войска потеряли более 5000 бойцов. В результате, в июне фронт стабилизировался по рекам Венте (Виндаве) и Дубиссе, а силы сторон выросли до 7 пехотных и 5 кавалерийских дивизий у германцев и до 5,5 пехотных и 6 кавалерийских дивизий у русских.
Ввиду создавшегося положения Алексеев в начале июня образовал из войск Риго-Шавельского района новую армию, получившую наименование 5-й армии, во главе которой был поставлен генерал Плеве. На 5-ю армию Плеве была возложена задача прикрытия обширного пространства от р. Неман до Балтийского побережья и вытеснения оттуда германцев, опираясь на Ригу и Двинск.

## Второе германское наступление
С 8 часов утра 1 (14) июля генерал Отто фон Белов начал наступление форсированием реки Виндавы силами левого крыла своей армии, в общем направлении на Митаву. Немцы, имея двойной перевес над русскими, медленно продвигались вперед. Под напором превосходящих сил врага правофланговые соединения 5-й армии отходили в восточном направлении. Ее основная группировка оказывала упорное сопротивление в районе Шавли. Германцы замышляли окружить центральные дивизии русских. Частям северного крыла было приказано, оставив заслон против Митавы, нанести удар на юго-восток, а южным корпусам — на северо-восток. Имелось в виду сомкнуть кольцо окружения восточнее Шадова, применив излюбленный прием шлиффеновской доктрины. С утра 8 (21) июля немцы начали свой маневр двойного охвата.
Плеве отдал приказ о немедленном отходе, чтобы вывести войска из-под ударов. Русские войска применяли метод активной обороны: корпуса отходили с рубежа на рубеж, переходя на отдельных участках в короткие, но энергичные контратаки. Они сохраняли свои силы и выходили из-под фланговых ударов врага. 8 (21) июля немцы заняли Шавли, а 12 (25) июля — Поневеж. На этом 12-дневное сражение под Шавли закончилось. Общая цель маневра двойного охвата не была достигнута. Русские избежали окружения. Алексеев двинул 12-ю армию на защиту Риги, а 10-я армия усилилась для защиты Ковны.
С занятием Поневежа германские войска вышли на стык 5-й и 10-й русских армий. Создалась угроза прорыва их в направлении Вильно. Одновременно нависла опасность над Ригой и Двинском. Положение на этих направлениях беспокоило Ставку. На усиление 5-й армии направлялись резервы — две пехотные и одна кавалерийская дивизии. В район Риги была переброшена 12-я армия. Немцы сумели 7 (20) августа занять Митаву. Но их дальнейшее продвижение на рижском и двинском направлениях было остановлено. Русские активизировали свои действия. Однако вытеснить Неманскую армию из Литвы не удалось.
Немцам удалось захватить обширную территорию и оттеснить русские войска к Западной Двине, но несмотря на превосходство во всех отношениях, противник не смог достигнуть своей основной цели — разгрома 5-й русской армии. Расширение театра военных действий вынудило русское командование 17 августа создать новый Северный фронт, задачей которого была защита Риги и Двинска. К этому времени русские войска выросли до 28 дивизий.

## Завершение
Людендорф, вопреки приказу Фалькенхайна не проводить крупных наступлений, попытался воспользоваться этой возможностью в начале сентября и атаковал Вильну, которая была захвачена 18 сентября после ожесточённых боёв, но сопротивление русских здесь было сильным, и немцы потеряли 50 000 солдат во время Виленского сражения. 26 сентября Людендорф приказал всему участку курляндско-литовского фронта прекратить атаки и начать строительство траншей для обороны. Фронт здесь оставался относительно спокойным до Митавской операции, когда 12-я русская армия и латышские стрелковые части прорвали фронт в районе Бабитского озера и Тирельпурва.

## Действия на море
В августе 1915 года немецкий флот попытался взять под свой контроль архипелаг Моонзунд, что позволило бы им закрыть Рижский залив и поставить под угрозу Финский залив. Ставка обязала Балтийский флот оказывать содействие 5-й армии, удерживая Моонзунд, обеспечивавший сообщение флота с Рижским заливом. Уже в начале 1915 года русский флот заминировал Ирбенский пролив. В июне попытка немецкого флота зайти в Рижский залив была отбита. Россия дополнила защиту залива устаревшим военным кораблём «Слава», который прибыл туда 31 июля. Сильный немецкий флот вернулся 8 августа, начав битву в Рижском заливе .

## Результаты
5-й армии генерала Плеве удалось приостановить распространение германцев, но вытеснить их из этого района оказалось невозможным, и таким образом они сохранили за собой выгодную базу для развития наступления позже — с отходом русских из Польши.